# Enrique Aguerre

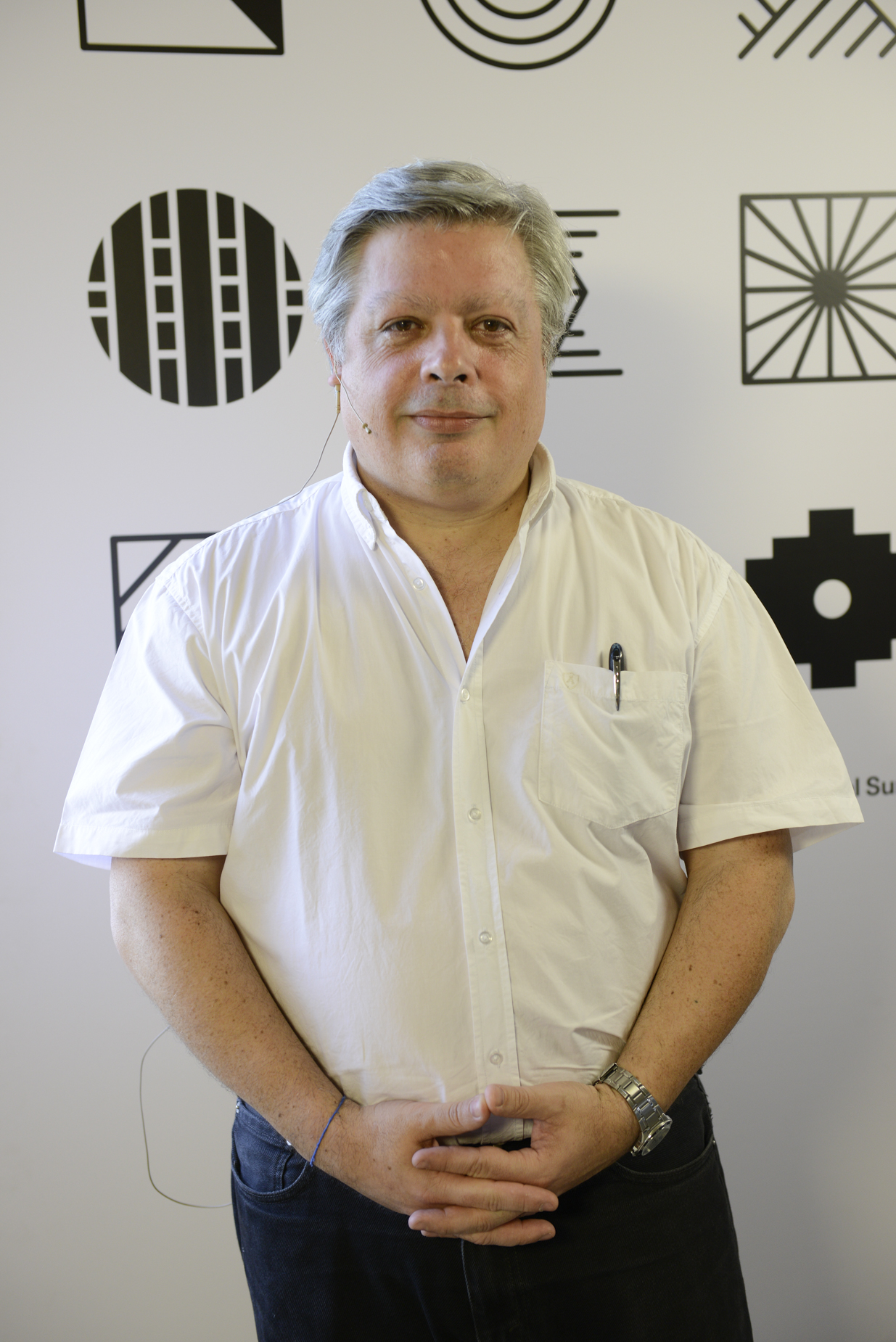
Enrique Aguerre (2016)

Enrique Aguerre (* 29. September 1964 in Montevideo, Uruguay) ist ein uruguayischer Videoregisseur, Videokünstler und Museumsdirektor.

## Leben
Aguerre nahm bereits im Alter von zehn bis 14 Jahren Kurse im Rahmen des Kinderfilmprogramms Plan DENI. Von 1983 bis 1984 und 1988 führte er Videokunst-, Film- und Video-Workshops durch. 1988 gehörte er zu den Gründungsmitgliedern des Núcleo Uruguayo de Videoarte (NUVA). Für Aguerre stehen die Organisation und Teilnahme von bzw. an diversen Ausstellungen und Festivals weltweit zu Buche. Neben seinem Heimatland fanden diese Veranstaltungen in Argentinien, Brasilien, Mexiko, Chile, Paraguay, Peru, Kolumbien, Kuba, USA, Spanien Italien, Frankreich, Griechenland und Schweden statt. In Uruguay waren seine Arbeiten beispielsweise im Museo Nacional de Artes Visuales, im Goethe-Institut, im Instituto de Cooperación Iberoamericana/Agencia Española de Cooperación Internacional, in der Fakultät für Architektur der Universidad de la República, im Centro Cultural des uruguayischen Bildungs- und Kulturministeriums (MEC) und bei der Fundación de Arte Contemporáneo (FAC) zu sehen. Auch publizierte er Kritiken, ebenso in Ausstellungskatalogen und Programmen wie beispielsweise auch in den Zeitungen Brecha und La Hora Popular. 1992 erhielt er beim Nuevo Premio Paul Cézanne für seine beiden Videos Ducassianas und Ducassianas 2 eine Besondere Erwähnung (Mención Especial).
Gemeinsam mit Fernando Alvarez Cozzi war Aguerre als Koordinator der Video-Abteilung des Museo Nacional de Artes Visuales (MNAV) tätig. Seit 2010 ist er Direktor des Museums.

## Videos (Auszug)
- 1986: Videopoesía No. 4
- 1988: Herejías
- 1989: El saco de Tiépolo
- 1991: Hash, Hash
- 1991: San Agustín
- 1992: Ducassianas
- 1993: Estado de Gracia
- 1995: Traza
- 1997: Cautova Orbita
- 1998: No veo nada (a fuckin‘green place)
- 1999: RR como río
- 2002: Timeline

## Videoinstallationen
- 1989: Sin título
- 1991: A los días caídos
- 1992: Video Objeto 2
- 2001: Medianía
- 2001: RR como río (ambiente)
- 2002: De/Tour

## Ausstellungen und Festivals (Auszug)
- 1988: Monitor 88, Göteborg, Schweden
- 1989: IX. Festival Franco Chileno de Videoarte, Santiago, Chile
- 1990: Videoarte del Sur – Arco ’90, Madrid, Spanien
- 1991: Videoarco ‘91, Madrid, Spanien
- 1993: Latin America: Video Views - MOMA, New York, USA
- 2000: Experimenta 2000, Festival Internacional de Arte, Sonoro y Visual, Buenos Aires, Argentinien
- 2000: Interferences, Festival International D´Arts Multimedia Urbains, Belfort, Frankreich
- 2001: Bit Bang, Lima, Peru
- 2001: Elogio del Video, Buenos Aires, Argentinien
- 2001: De ceros y unos, Buenos Aires, Argentinien
- 2001: E-phos 2001-3rd International Festival of Film & New Media on Art, Athen, Griechenland
- 2001: III. Bienal do Mercosul, Porto Alegre, Brasilien

## Auszeichnungen (Auszug)
- 1992: Besondere Erwähnung beim Nuevo Premio Paul Cézanne für Ducassianas und Ducassianas 2